# Psydrax longistyla
Psydrax longistyla är en måreväxtart som först beskrevs av Elmer Drew Merrill, och fick sitt nu gällande namn av Aaron Paul Davis. Psydrax longistyla ingår i släktet Psydrax och familjen måreväxter.
Artens utbredningsområde är Sumatera. Inga underarter finns listade i Catalogue of Life.